# Abrus precatorius
 Abrus precatorius, numită și ochiul crabului, este o legumă cu frunze lungi penate. Semințele sunt adesea folosite ca mărgele și pentru confectionarea de instrumente de percuție. Sămânța este foarte otrăvitoare, dar dacă este înghițită crudă și nesfărâmată nu va produce niciun rău.

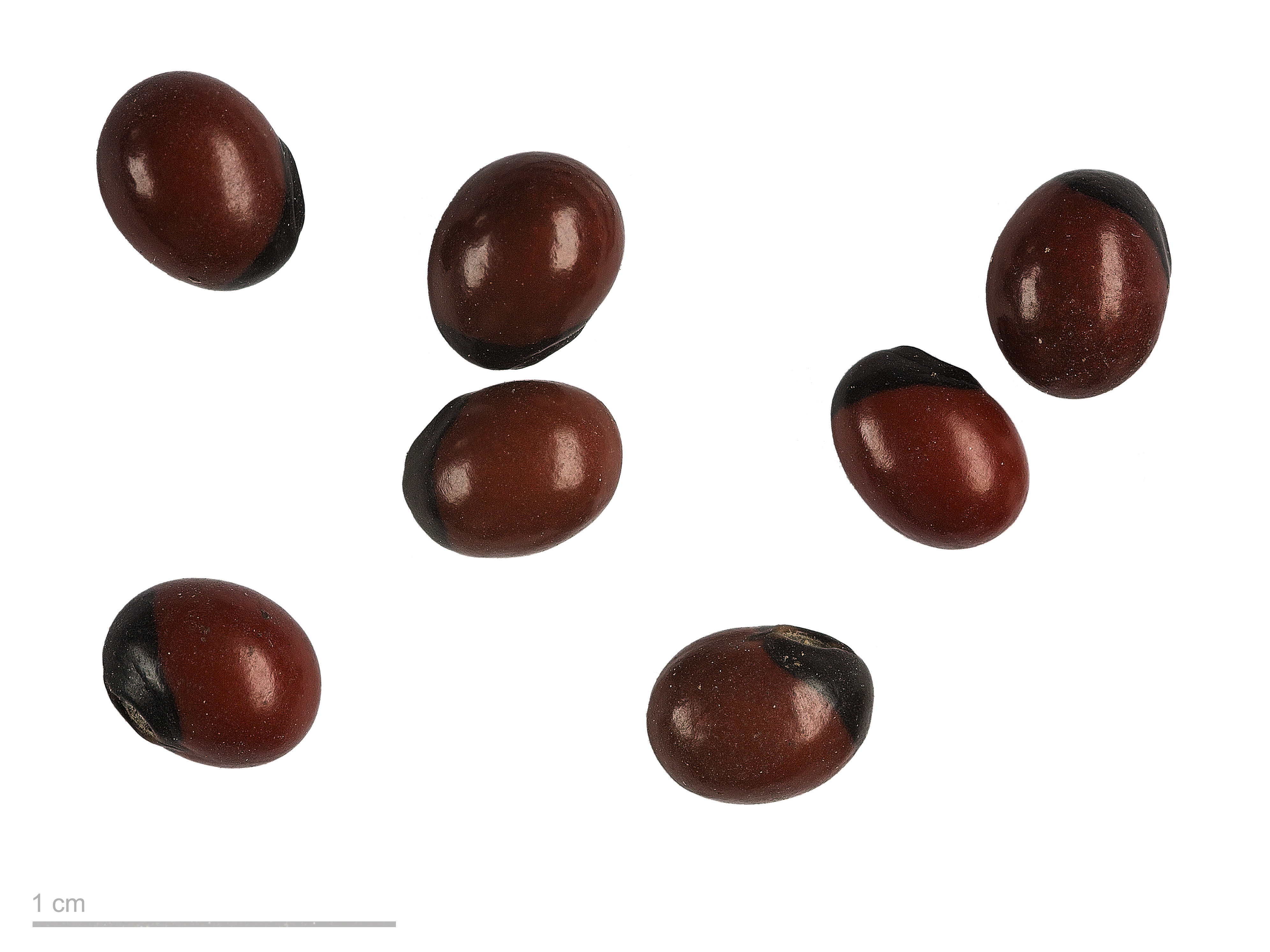
Abrus precatorius

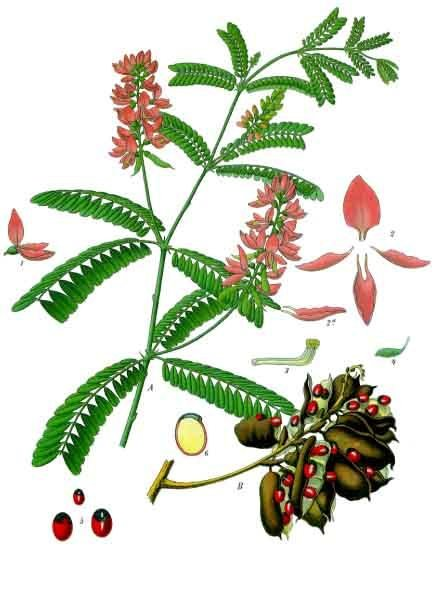
Abrus precatorius din lucrarea Plantele medicinale ale lui Köhler

Toxina prezentă în Abrus precatorius, numită abrină, este foarte apropiată de cea prezentă în ricin. Este o proteină dimerică alcătuită din subunitățile A și B. Intrarea abrinei în celule este facilitată de fixarea lanțului B de anumite proteine transportoare situate la nivelul membranei celulare. În interiorul celulei lanțul A oprește sinteza proteică prin inactivarea subunității 26S al ribozomului. O moleculă de abrină va inactiva până la 1500 ribozomi pe secundă. Simptomele otrăvirii cu abrină sunt identice cu cele ale otrăvirii cu ricină, excepție făcând doza letală care pentru ricină este de aproximativ 75 de ori mai mare decât cea pentru abrină. O cantitate circulantă de abrină de mai puțin de 3 μg (micrograme) poate fi letală.
Semințele de Abrus precatorius sunt foarte apreciate în bijuteriile populare pentru culorile lor strălucitoare. O treime din boabă, care conține hilumul (cicatricea de atașare), este neagră, pe când restul este roșu intens, sugerând o buburuză. A face bijuterii cu aceste semințe este periculos deoarece au fost cazuri de moarte în somn prin înghițirea unor semințe foarte mici. În China este considerat de mult timp drept un simbol al iubirii.